# Yanbu

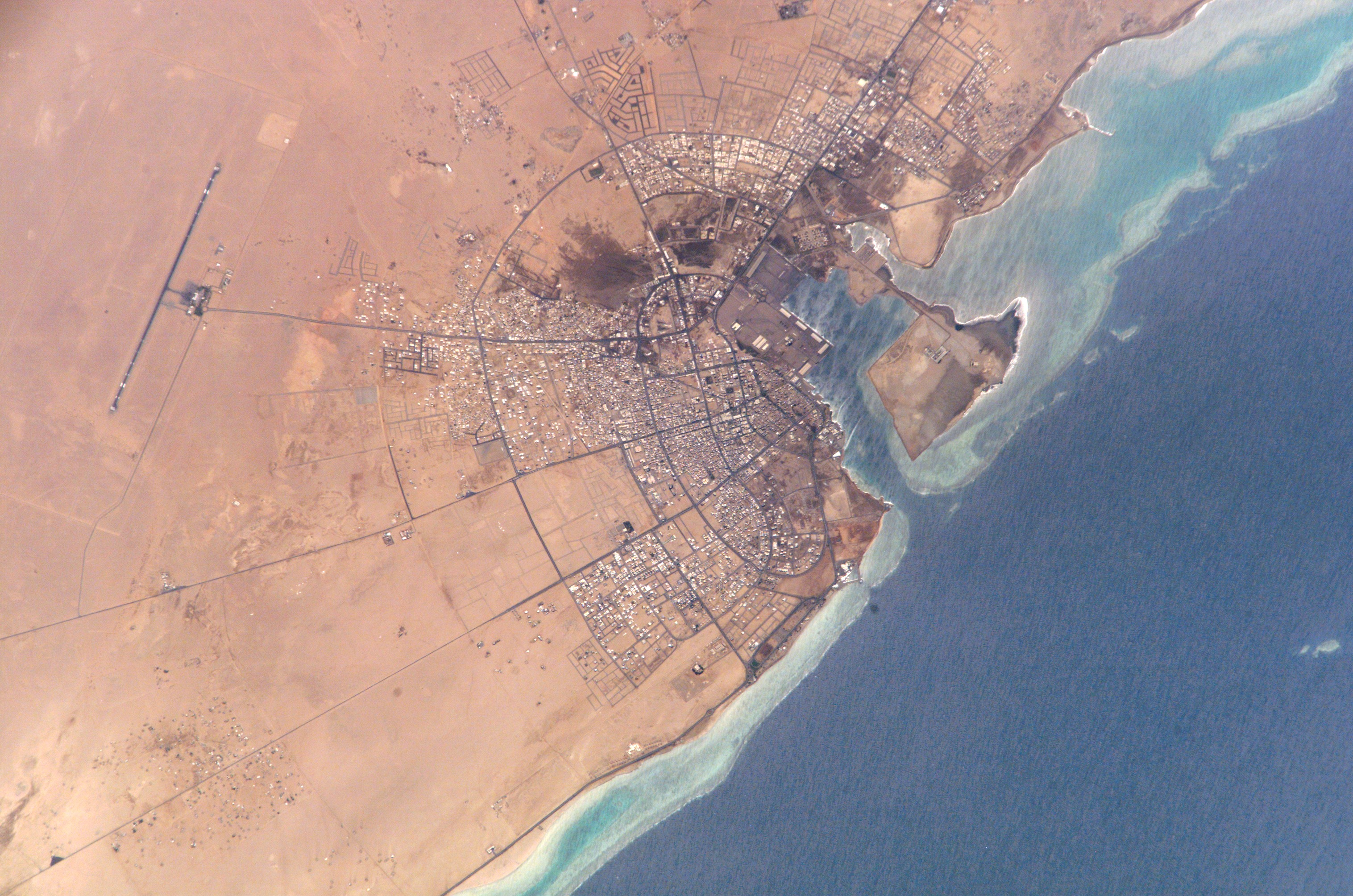
NASA-Bild von Yanbu' al Bahr

Yanbuʿ al-Bahr (arabisch ينبع البحر, DMG Yanbuʿ al-Baḥr ‚Quelle am Meer‘), bekannt auch als Yanbu, Yambo, oder Yenbo ist ein bedeutender Hafen am Roten Meer, in der Provinz Medina  im westlichen Saudi-Arabien. Die Stadt liegt etwa 350 Kilometer nördlich von Dschidda und hat 331.916 Einwohner (Stand 2022, Zensus). Davon sind knapp 44 Prozent Ausländer.
Die Stadt selbst ist in drei Regionen unterteilt, die jeweils etwa 15 Minuten per Auto voneinander entfernt liegen. Die Stadt selbst, oft „al-Balad“ genannt, ist Standort der meisten Wohnviertel und Einkaufszentren. Daneben ist Yanbuʿ an-Nachil (auch Al-Nakheel) ein relativ altes Gebiet, welches fast nur aus landwirtschaftlicher Fläche besteht. Die dritte Region ist das Industriegebiet Yanbuʿ as-Sinaʿiyya (etwa „das industrielle Yanbu“), das seit etwa 1975 in sehr neuer und moderner Architektur errichtet wurde. Hier liegen alle Raffinerien und petrochemische Anlagen, diese Region wächst nach wie vor sehr schnell.

## Geschichte
Die Geschichte von Yanbuʿ al-Bahr beginnt vor etwa 2500 Jahren als wichtiger Stützpunkt auf der Weihrauchstraße zwischen Jemen sowie Ägypten und dem Mittelmeerraum.
1811 landeten hier während des Osmanisch-saudischen Krieges osmanische Truppen: Die 70 saudischen Verteidiger konnten den 10.000 Angreifern nichts entgegensetzen.
Im Ersten Weltkrieg diente Yanbuʿ al-Bahr als Basis für die arabischen und britischen Truppen in ihrem Kampf gegen das osmanische Reich. Bis 1975 blieb die Stadt ein relativ kleiner Hafen; im Jahr 1975 entschied die saudi-arabische Regierung, Yanbuʿ al-Bahr wie auch al-Dschubail am persischen Golf zu neuen Industriebasen auszubauen. Im Jahr 1991 lag die Bevölkerung bei etwa 40.000, 2004 schon bei 188.430.
Am 14. Mai 2019 wurde der Hafen – zeitgleich mit Pumpstationen der Ost-West-Pipeline – von Huthi-Drohnen angegriffen.
Die Rallye Dakar 2023 startete am 31. Dezember 2022 in der Nähe von Yanbu in einem sogenannten „Sea Camp“ am roten Meer und endete am 15. Januar 2023 in Dammam am persischen Golf.

## Wirtschaft
Yanbuʿ al-Bahr hat einen wichtigen Hafen, über den Erdöl verschifft wird, und besitzt daneben drei Erdölraffinerien, ein Kunststoffwerk und weitere bedeutende petrochemische Anlagen. Sie ist heute der zweitwichtigste Hafen von Saudi-Arabien und ist gleichzeitig der wichtige Hafen für die heilige Stadt Medina, die etwa 160 Kilometer östlich liegt. Der natürliche Hafen der Stadt wird von beiden Seiten durch Korallenriffe geschützt. Drei große Pipelines, die Öl aus den östlich gelegenen Ölfeldern an das rote Meer bringen, enden in Yanbuʿ al-Bahr; eine davon ist die Ost-West-Pipeline. Daneben hat die Stadt auch einen nationalen Flughafen und eine Marinebasis (Flugabwehr).

## Verkehr
Eine neue Schnellstraße verbindet Yanbu mit Dschidda und den nördlichen Teilen des Königreiches sowie den Nachbarländern Syrien und Jordanien. Im Jahr 2010 wurde der Flughafen Yanbu eröffnet, der die Stadt sowohl mit nationalen als auch mit einigen internationalen Zielen verbindet.

## Klimatabelle
|                       | Jan  | Feb  | Mär  | Apr  | Mai  | Jun  | Jul  | Aug  | Sep  | Okt  | Nov  | Dez  |   |      |
| Mittl. Tagesmax. (°C) | 27,1 | 28,3 | 29,8 | 33,3 | 35,5 | 36,8 | 37,4 | 37,6 | 36,4 | 34,9 | 31,7 | 28,2 | ⌀ | 33,1 |
| Mittl. Tagesmin. (°C) | 13,4 | 14,5 | 16,7 | 20,3 | 23,1 | 24,3 | 25,9 | 25,5 | 24,7 | 22,9 | 19,0 | 14,9 | ⌀ | 20,5 |
|                       |      |      |      |      |      |      |      |      |      |      |      |      |   |      |
| Niederschlag (mm)     | 3    | 0    | 0    | 0    | 0    | 0    | 0    | 0    | 0    | 2    | 6    | 1    | Σ | 12   |
|                       |      |      |      |      |      |      |      |      |      |      |      |      |   |      |
| Luftfeuchtigkeit (%)  | 51   | 54   | 52   | 55   | 56   | 57   | 58   | 59   | 60   | 60   | 57   | 54   | ⌀ | 56,1 |

| 13,4 |

| 14,5 |

| 16,7 |

| 20,3 |

| 23,1 |

| 24,3 |

| 25,9 |

| 25,5 |

| 24,7 |

| 22,9 |

| 19,0 |

| 14,9 |

| 13,4 |

| 14,5 |

| 16,7 |

| 20,3 |

| 23,1 |

| 24,3 |

| 25,9 |

| 25,5 |

| 24,7 |

| 22,9 |

| 19,0 |

| 14,9 |

## Bildergalerie

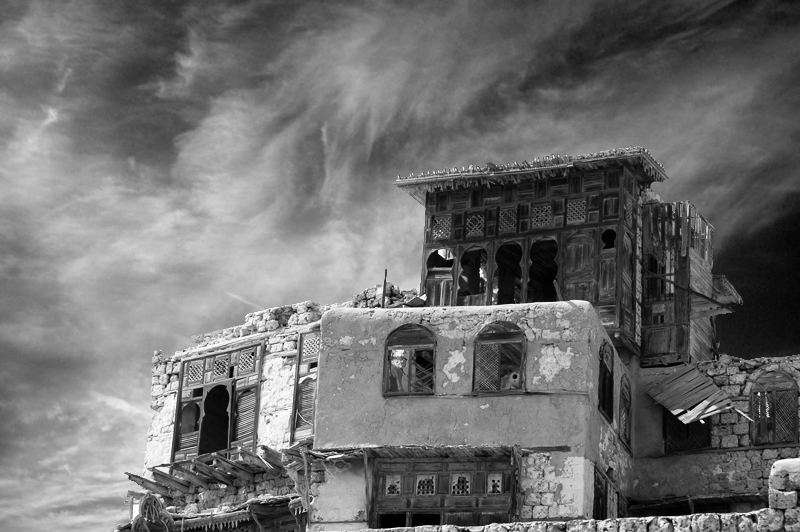
Yanbu (2007)
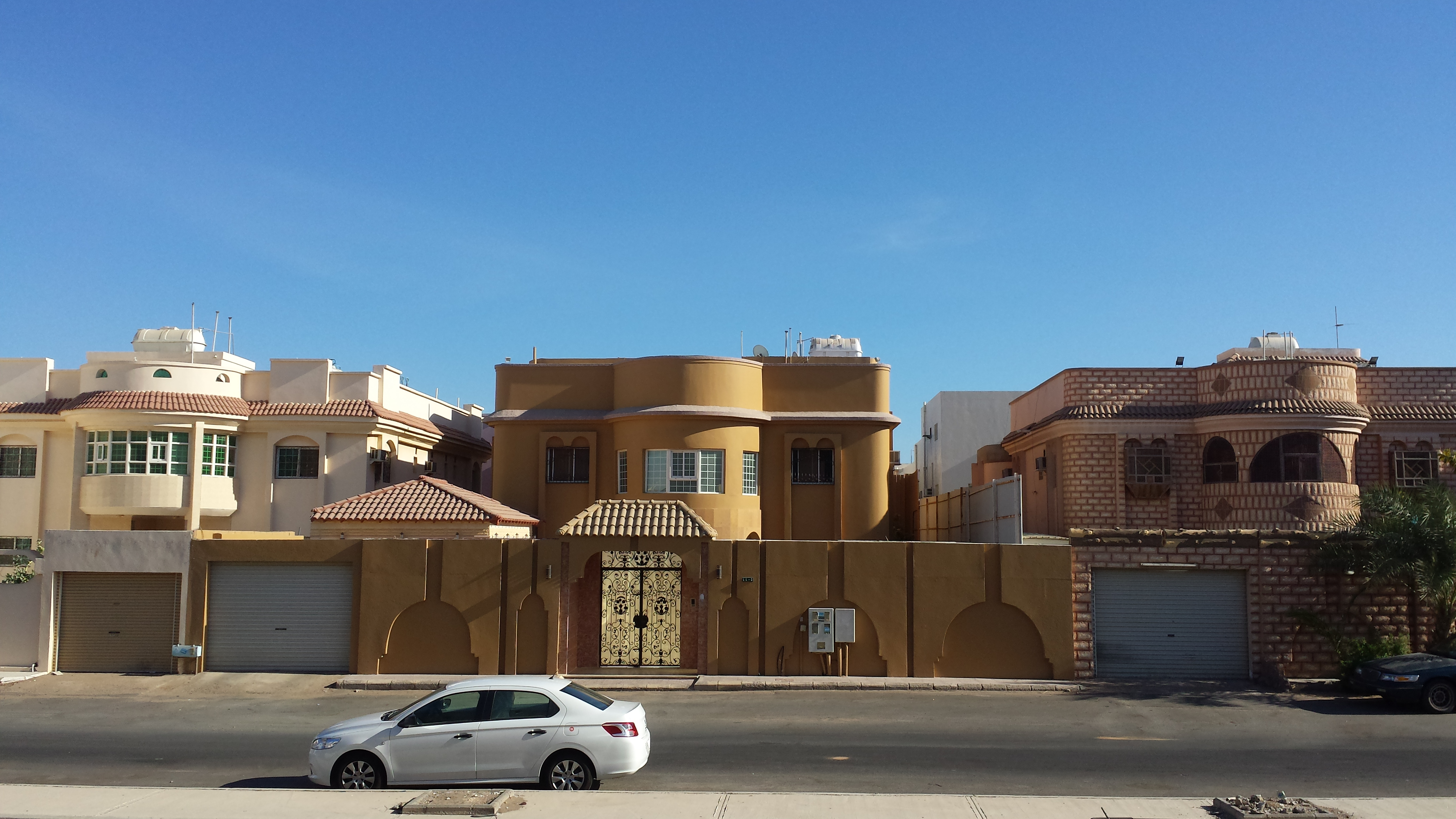
Yanbu (2014)
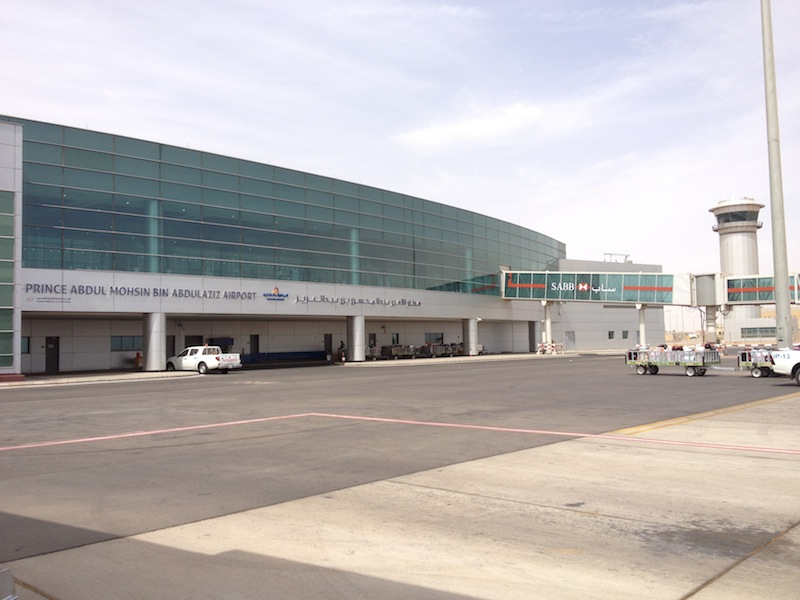
Flughafen (2012)
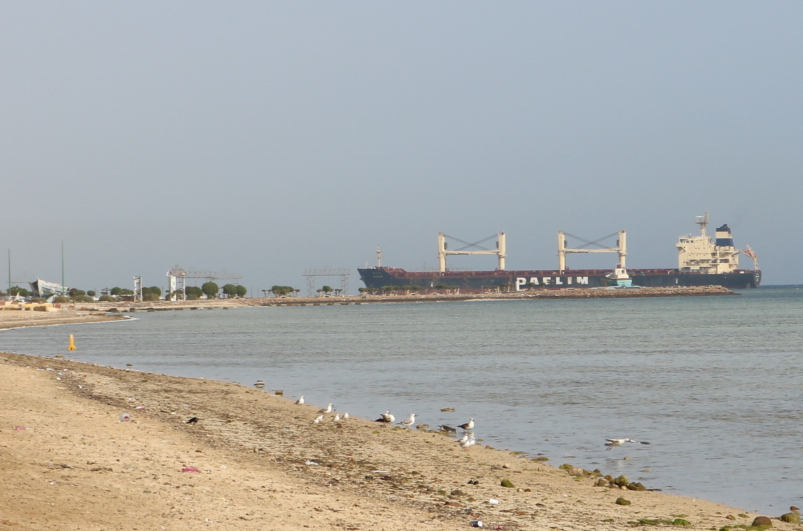
Strand (2018)